# Pelly
Pelly es un pueblo canadiense situado en la provincia de Saskatchewan.

## Superficie
Pelly tiene una superficie de 0,96 km².

## Demografía
En 2021, tenía 255 habitantes, una densidad poblacional de 266,2 hab./km², y 166 viviendas.